# Маурино (Борисоглебский район)

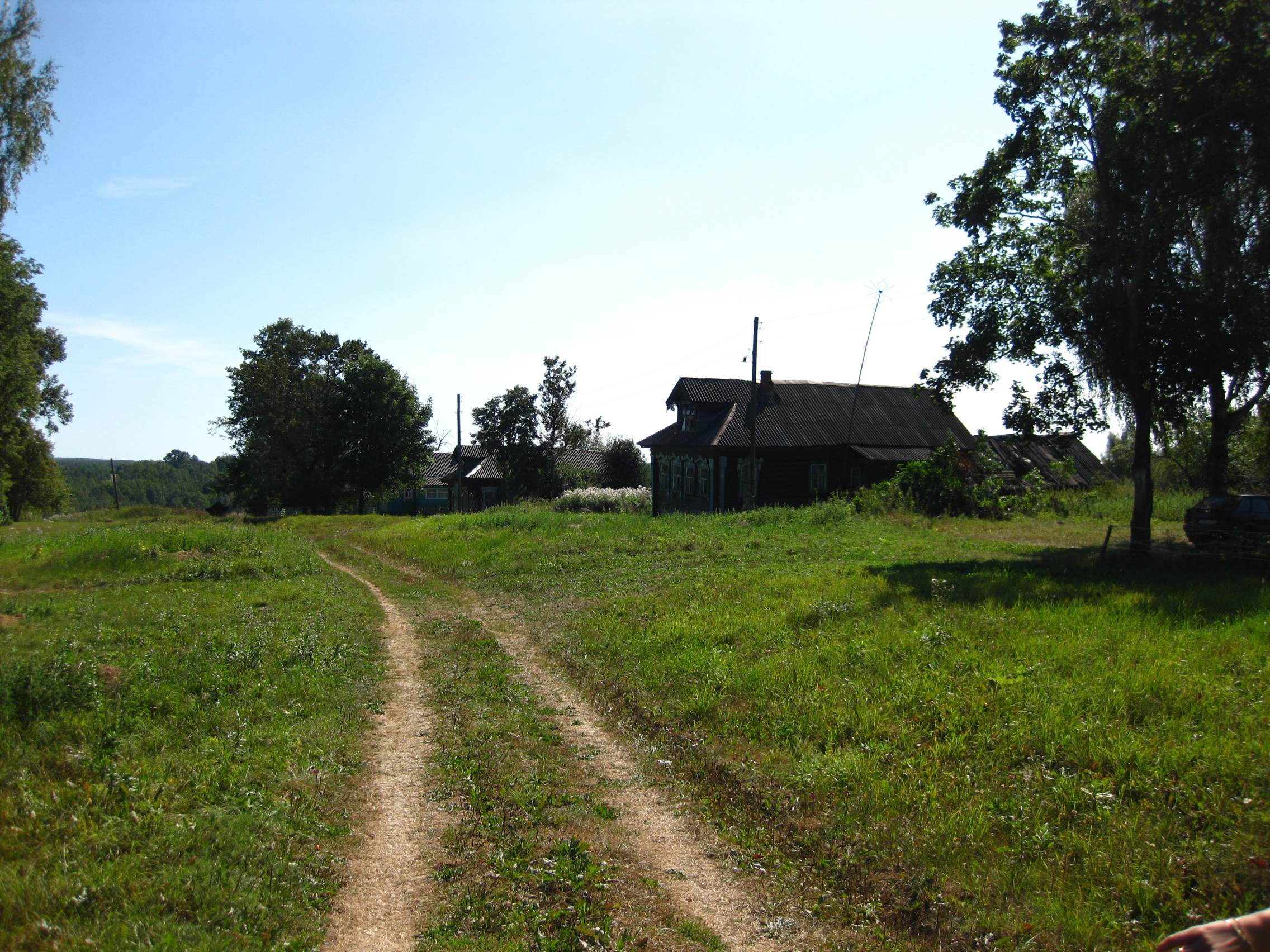

Маурино — деревня в Борисоглебском районе Ярославской области на реке Лига.

## География
Расположена в 20 км по дорогам к юго-западу от районного центра, посёлка Борисоглебский, в 40 км по дорогам к западу от ближайшего города Ростова.

## История
Есть версия, что название деревни произошло от фамилии Маурин. По другой версии, топонимы с основой Маур- говорят о мерянском прошлом данной местности.
Самый знаменательный праздник деревни — «Кузьма-Демьян», день памяти мучеников Косьмы и Дамиана, казнённых за веру. На Руси их называют Кузьма и Демьян. Поминают их 14 июля и 14 ноября. На праздник приезжают все родственники и гости, средь деревни организуются танцы, песни под гармонь.
Раньше в деревне было 2 мельницы: одна водяная, другая электрическая, был молокозавод, цикорный завод, конюшни, свинарники, телятники, скотный двор, валяльный цех, зерноток, цех по переработке льна (назывался «рига»). Колхоз назывался «Крутые горы». 
В Маурино раньше было 59 домов, осталось 25. Было 3 пруда, осталось 2. Есть родник, который до сих пор даёт чистую воду, ею пользуется вся округа. На огородах и в садах выращивают картофель, огурцы, помидоры, яблоки, сливы и т. д.

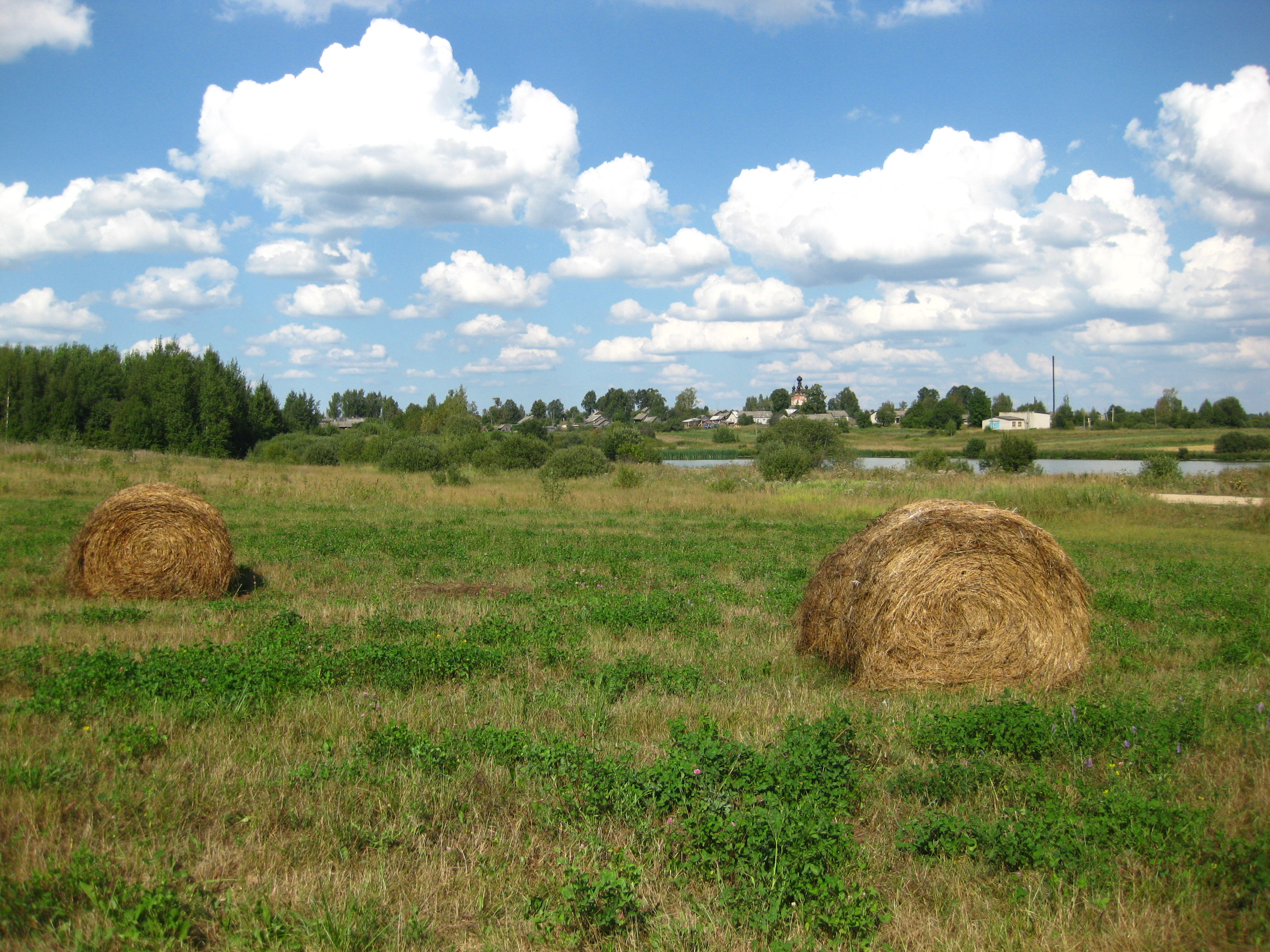
Поле в деревне

## Население
| 2007 | 2010 |
| ---- | ---- |
| 18   | ↗21  |